# Kanton La Ferté-Alais
Der Kanton La Ferté-Alais war von 1793 bis 2015 ein französischer Wahlkreis im Arrondissement Étampes, im Département Essonne und in der Region Île-de-France; sein Hauptort war La Ferté-Alais. Vertreterin im Generalrat des Départements war zuletzt von 2010 bis 2015 Caroline Parâtre (UMP).
Der zwölf Gemeinden umfassende Kanton La Ferté-Alais war 110,22 km² groß und hatte 23.832 Einwohner (Stand: 2006).

## Gemeinden
| Gemeinde                | Einwohner Jahr | Fläche km² | Bevölkerungsdichte | Code INSEE | Postleitzahl |
| ----------------------- | -------------- | ---------- | ------------------ | ---------- | ------------ |
| Baulne                  | 1.297 (2013)   | 8,17       | 159 Einw./km²      | 91047      | 91590        |
| Boissy-le-Cutté         | 1.319 (2013)   | 4,58       | 288 Einw./km²      | 91080      | 91590        |
| Boutigny-sur-Essonne    | 2.979 (2013)   | 16,2       | 184 Einw./km²      | 91099      | 91590        |
| Cerny                   | 3.353 (2013)   | 17,13      | 196 Einw./km²      | 91129      | 91590        |
| D’Huison-Longueville    | 1.471 (2013)   | 10,04      | 147 Einw./km²      | 91198      | 91590        |
| La Ferté-Alais          | 3.960 (2013)   | 4,55       | 870 Einw./km²      | 91232      | 91590        |
| Guigneville-sur-Essonne | 953 (2013)     | 9,19       | 104 Einw./km²      | 91293      | 91590        |
| Itteville               | 6.659 (2013)   | 12,2       | 546 Einw./km²      | 91315      | 91590        |
| Mondeville              | 706 (2013)     | 6,7        | 105 Einw./km²      | 91412      | 91590        |
| Orveau                  | 194 (2013)     | 4,3        | 45 Einw./km²       | 91473      | 91590        |
| Vayres-sur-Essonne      | 900 (2013)     | 8,46       | 106 Einw./km²      | 91639      | 91820        |
| Videlles                | 619 (2013)     | 8,7        | 71 Einw./km²       | 91654      | 91890        |

## Bevölkerungsentwicklung
| 1962 | 1968 | 1975   | 1982   | 1990   | 1999   | 2006   | 2011   |
| ---- | ---- | ------ | ------ | ------ | ------ | ------ | ------ |
| 7528 | 8749 | 11.628 | 14.451 | 19.432 | 21.777 | 23.832 | 24.306 |